# Jonas Weiser
Jonas Weiser (* 11. Februar 1993) ist ein ehemaliger deutscher Basketballspieler.

## Werdegang
Weiser spielte im Nachwuchs des MTV 1846 Gießen, wurde im Gießener Basketball-Jugendleistungszentrum Mittelhessen gefördert und kam in der Nachwuchs-Basketball-Bundesliga für die Mannschaft der Gießen 46ers zum Einsatz. Sein erstes Bundesliga-Spiel für die Mittelhessen bestritt Weiser im April 2012. In der Saison 2012/13 bestritt der 1,79 Meter große Aufbauspieler die weiteren seiner insgesamt 23 Einsätze in der höchsten deutschen Liga. Weiser spielte zusätzlich beim Regionalligisten VfB Gießen.
Im Oktober 2013 wechselte Weiser zur SG Sechtem in die 1. Regionalliga West und begann ein Studium an der Deutschen Sporthochschule in Köln. Er spielte zunächst bis 2015 für Sechtem, ging im Rahmen seines Studiums nach Schweden und kehrte zur Saison 2016/17 zur SG Sechtem zurück. Weiser blieb bis 2017 bei der SG und verließ die Mannschaft dann wegen eines Studiums.